# فاومبان
فاومبان هي مدينة تقع في دولة الكاميرون شمال شرق مدينة بافوسام. يبلغ عدد سكانها حوالي 83،522 نسمة وهي مركز رئيسي لعرقية باموم.